# 中村江里子
中村 江里子（なかむら えりこ、1969年3月11日 - ）は、日本のフリーアナウンサー、タレント。元フジテレビのアナウンサー。本名:エリコ・バルト。2022年時点フランス・パリ在住。グローバルプロモーション所属

## 来歴
東京都生まれ。実家は銀座の老舗楽器店「十字屋」（株式会社銀座十字屋）。母は父の死後に十字屋の社長を務め、その後も会長職に就いている中村千恵子である。
2歳から6歳までをタイ王国のバンコクで過ごした帰国子女。
立教女学院、立教大学経済学部経済学科卒業後、1991年4月フジテレビに入社。同期入社の近藤サト、小泉陽一とともに同局のアナウンサーになる。1999年3月退社。
2000年9月、フランスの思想家で文芸批評家であったロラン・バルトの縁戚で実業家のシャルル・エドゥアール・バルト（1971年3月11日 - ）と結婚。1男2女の母となり、以降はパリに在住。結婚当時、夫のシャルルはジャン・ルイ・シェレルなどのブランドを所有するファミリー企業のゼネラルマネージャーを務めていたが、現在はブランド事業を売却して投資会社をファミリーで経営するほか、フランスで化粧品ブランドも経営する。

## 人物
身長169cm。英語とフランス語に堪能なトライリンガル。体力づくりの一環としてキックボクシングをしている。
母方の先祖が吉田松陰の生家である杉家であり、中村自身は松陰の末裔を称する。

## 出演

### テレビ番組
報道・情報番組
| 期間          | 期間          | 番組名               | 役職                 | 担当日     |
| ------------- | ------------- | -------------------- | -------------------- | ---------- |
| 1991年9月30日 | 1992年4月3日  | ザ・ビッグチャンス!  | 司会                 | 平日       |
| 1992年4月6日  | 1993年4月2日  | ジョーダンじゃない!? | 司会                 | 平日       |
| 1993年4月5日  | 1997年9月26日 | どうーなってるの?!   | 司会                 | 平日       |
| 1993年10月1日 | 1994年3月25日 | スーパータイム関東   | キャスター           | 金曜日     |
| 1994年10月3日 | 1995年9月29日 | FNNニュース2:00      | シフト勤務キャスター | （交替制） |
| 1995年4月1日  | 1996年3月30日 | プロ野球ニュース     | キャスター           | 土曜日     |
| 1998年4月4日  | 1999年3月28日 | プロ野球ニュース     | キャスター           | 休日       |

バラエティ・特別番組（フリー後も含めて）
- FNSスーパースペシャル 1億2000万人のテレビ夢列島'91（1991年7月、フジテレビ） - 提供読み
- カルトQ（1991年10月 - 1993年3月、フジテレビ） - 司会
- ウゴウゴルーガ（1994年1月27日、フジテレビ） - ウゴウゴの代役「ウゴウゴエリー」として出演
- ハッピーバースデー!（1998年1月 - 1999年3月、フジテレビ）
- とんねるずのみなさんのおかげです（フジテレビ）
- SWITCH MUSIC（フジテレビ）
- THE夜もヒッパレ（1999年10月 - 2000年9月、日本テレビ）

### テレビドラマ
- チャンス!（1993年、フジテレビ） - ゲスト出演
- お願いダーリン！（1993年、フジテレビ）　-本人役（カルトQの司会役）
- 嫉妬の香り（2001年、テレビ朝日） - 志賀ナオ 役
- 月曜ミステリー劇場 西村京太郎サスペンス 十津川警部シリーズ 30「パリ・東京殺人ルート」（2003年12月29日、TBS） - 沢田貴子 役

### CM
- P&G「パンテーン」（2001年8月 - 2002年7月）

## 著書

### 単著
- 『エリコロワイヤル Paris guide』講談社 2003
- 『エリコ・パリ・スタイル』マガジンハウス 2006
- 『中村江里子の毎日のパリ』ベストセラーズ 2007
- 『パリマニア : Eriko的フランス暮らし』阪急コミュニケーションズ 2008
- 『Eriko的パリでカフェ散歩』朝日新聞出版 2009
- 『中村江里子のわたし色のパリ』ベストセラーズ 2009
- 『暮らしのパリ・コラージュ : Eriko style』朝日新聞出版 2010
- 『女四世代、ひとつ屋根の下』講談社文庫 2011
- 『マダムエリコロワイヤル : Paris guide』講談社 2011
- 『ERIKO的おいしいパリ散歩』朝日新聞出版 2012
- "Nââândé !? : les tribulations d'une Japonaise à Paris." Nil, c2012.
- 『ErikoクロゼットA to Z』晋遊舎 2013
- 『12年目のパリ暮らし パリジャン＆パリジェンヌたちとの愉快で楽しい試練の日々』ソフトバンク クリエイティブ 2013
- 『セゾン・ド・エリコ 中村江里子パリのデイリー・スタイル. Vol.01（とにかくかわいい！パリ＆東京・関西のおしゃれ小物屋さん）』扶桑社 2014
- 『セゾン・ド・エリコ 中村江里子パリのデイリー・スタイル. Vol.02（今、私が大好きなパン屋さんパリ＆東京完全ガイド！）』扶桑社 2015
- 『セゾン・ド・エリコ 中村江里子のデイリー・スタイル. Vol.03（パリのときめきデパート「ル・ボン・マルシェ」/私の「銀座」お買いもの散歩）』扶桑社 2015
- 『セゾン・ド・エリコ 中村江里子のデイリー・スタイル. Vol.06』扶桑社 2017

### 共著
- 『エレガンスの条件』山咲千里、フランソワーズ・モレシャン、朝吹登水子、伊藤緋紗子、たかの友梨、草刈民代、池田理代子、市川染五郎共著 ソニー・マガジンズ 2004